# Antônio Carlos Barbosa
Antônio Carlos Barbosa est un entraîneur brésilien de basket-ball né le 14 avril 1945 à São Paulo (Brésil).

## Biographie
Entraîneur de la sélection féminine, il la dirige de 1976 à 1984, puis de 1996 à 2007, remportant notamment le bronze olympique en 2000 aux Jeux de Sydney. Il reprend du service pour les Jeux de Rio de Janeiro de 2016.
En 2022, il intègre le FIBA Hall of Fame.